# 荒木恵
荒木 恵（あらき めぐみ、1980年2月28日 - ）は、北海道出身の女優・タレント、元レースクイーン。所属事務所はバグジー。

## 来歴・人物
- 2000年、ツインリンクもてぎエンジェルに選出され4年間活動。その後現事務所に所属し、タレント・女優と幅広く活躍している。
- ハーレーダビッドソンFXDを所有しており[1]、年数回ツーリングを楽しむ他、ハーレー関連のイベントにも多数出演している。
- バイク以外にもゴルフやサーフィンを得意としている。
- 5人兄妹の長女である[2]。

## 出演作品

### テレビドラマ
- 白夜行（TBS系）

### バラエティ
- やりすぎコージー（テレビ東京系） - 2代目やりすぎガール
- なまあらし（フジテレビ）
- おすぎとピーコの金持ちA様×貧乏B様（日本テレビ系）
- 鈴木タイムラー（テレビ朝日）
- ぶちぬき（テレビ東京）
- 女優魂（中京テレビ・日本テレビ系）
- 中居正広の金曜日のスマたちへ（TBS系）
- 快感MAP（テレビ朝日）
- SIDE-C（テレビ東京）
- ありえへん∞世界（テレビ東京）

### 映画
- 一生の?お願い（2006年・松村清秀監督）

## レースクイーン
- ツインリンクもてぎエンジェル（2000年〜2003年）
- フォーミュラ・ニッポン「Yellow Hat KONDO Racing シルクロードクイーン」（2004年）

## リリース作品

### DVD
- 秘密の果実（2005年・イーネットフロンティア）

### 写真集
- キミニアイタイ（2005年・朝日出版）

### 書籍
- アラキメグミの鉄馬修行（2007年10月・枻出版社）
- 続・アラキメグミの鉄馬修行（2008年11月・枻出版社）
- アラキメグミの鉄馬三昧!（2009年11月・枻出版社）